# Skryté pliesko
Skryté pliesko ( polsky Skryty Stawek je větší ze dvou drobných ples v dolní části Suché doliny ve Vysokých Tatrách. Pleso je zařazeno do komplexu Važecké doliny.

## Rozměry
Nadmořská výška je asi 1880 mn. m. Rozměry 10x6 m. Má oválný tvar.

## Název
Suchá dolina je chudá na vodu a nemá větší i menší plesa. Skryté pliesko se ztrácí mezi skalami, které lemují jeho břehy. Starší průvodcovská literatura Skryté pliesko ani Stratené pliesko nezmiňuje. 

## Turistika
Dolina i pliesko nejsou turisticky přístupné.

## Reference

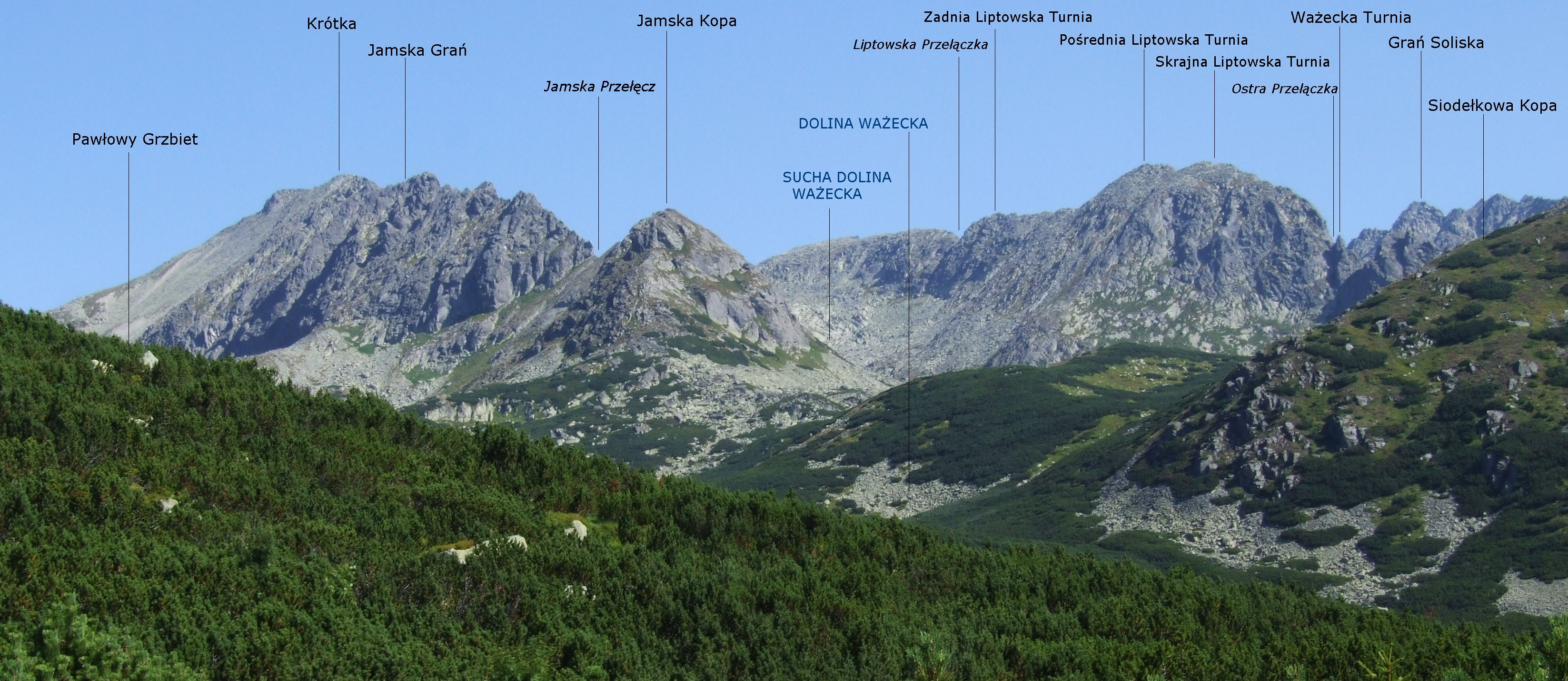
Važecká dolina. Vzadu je Suchá dolina se Skrytým pleskem.